# Relaciones Argentina-Finlandia
Las relaciones Argentina–Finlandia se refiere a las relaciones diplomáticas entre la República Argentina y la República de Finlandia. Ambas naciones son miembros de las Naciones Unidas.

## Historia

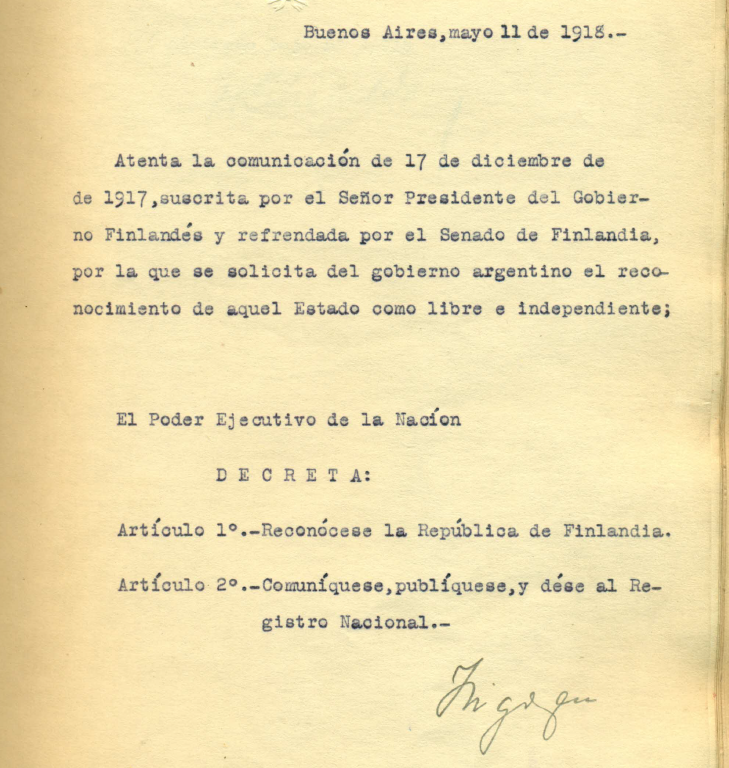
Decreto presidencial argentino reconociendo a Finlandia como una nación independiente.

Los primeros inmigrantes finlandeses llegaron a la Argentina en 1906 y fundaron la "Colonia Finlandeses" en las cercanías de la ciudad de Oberá en la Provincia de Misiones. En mayo de 1918, Finlandia recuperó su independencia de Rusia después de la guerra civil finlandesa. Argentina reconoció la independencia de Finlandia el 11 de mayo de 1918, convirtiéndose en la primera nación fuera de Europa en hacerlo. Poco después, ambas naciones establecieron relaciones diplomáticas y Finlandia abrió un consulado en Buenos Aires. En 1923, Argentina acreditó a un embajador a Finlandia desde su embajada en Varsovia, Polonia mientras que Finlandia acreditó a un embajador en Argentina desde su embajada en Madrid, España. En 1929, Finlandia abrió una embajada residente en Buenos Aires, convirtiéndose en su primera embajada en América Latina.
Durante Segunda Guerra Mundial, Finlandia fue invadida por la Unión Soviética lo cual comenzó la Guerra de Invierno. Argentina apoyó diplomáticamente a Finlandia durante la guerra y pidió a la Liga de las Naciones que expulsara a la Unión Soviética del grupo por su agresión contra Finlandia. Durante la guerra, Finlandia continuó manteniendo una embajada residente en Buenos Aires. Pocos meses después de la guerra, en enero de 1946, los barcos finlandeses comenzaron a llegar nuevamente a Argentina con productos finlandeses. En 1997, el presidente finlandés Martti Ahtisaari realizó una visita oficial a la Argentina, convirtiéndose en el primer político finlandés de alto nivel en visitar el país. En 1998, el presidente argentino Carlos Menem realizó una visita oficial a Finlandia.
En 2007, UPM-Kymmene, una empresa finlandesa de celulosa, abrió una fábrica en Fray Bentos, Uruguay, al otro lado del río desde Argentina. Durante la construcción del molino, Argentina presentó una queja contra la compañía y al gobierno uruguayo que indicaba la posible contaminación del río por el molino. El Río Uruguay es compartido por los dos países y está protegido por un tratado que requiere que ambas partes informen a la otra de cualquier proyecto que pueda afectar al río. Además del tema de la contaminación, Argentina afirmó que el gobierno uruguayo no había pedido permiso para construir la fábrica. Este incidente diplomático se conoció como el Conflicto entre Argentina y Uruguay por plantas de celulosa. La disputa fue llevada ante la Corte Internacional de Justicia que declaró que Uruguay no había cumplido con sus obligaciones procesales de informar a Argentina de sus planes pero que no había violado sus obligaciones ambientales en virtud del tratado y, por lo tanto, la fábrica finlandesa podía continuar sus operaciones.
En octubre de 2016, el Primer Ministro finlandés Juha Sipilä realizó una visita a la Argentina. Durante su visita, se reunió con el presidente argentino Mauricio Macri y ambos líderes discutieron la posibilidad de explorar nuevas posibilidades de cooperación entre ambas naciones y en sus respectivos sectores privados. En mayo de 2018, ambas naciones celebraron 100 años de relaciones diplomáticas.

## Visitas de alto nivel
Visitas de alto nivel de Argentina a Finlandia
- Presidente Carlos Menem (1998)
- Vicepresidenta Gabriela Michetti (2018)

Visitas de alto nivel de Finlandia a la Argentina
- Ministro de Relaciones Exteriores Paavo Väyrynen (1985)
- Ministro de Comercio Pertti Salolainen (1990)
- Ministro de Comercio Ole Norrback (1996, 1997)
- Presidente Martti Ahtisaari (1997)
- Primer Ministro Juha Sipilä (2016)

## Acuerdos bilaterales
Ambas naciones han firmado algunos acuerdos bilaterales, como un Acuerdo de Comercio (1935); Acuerdo para no declarar la guerra entre ellos dos (1938); Acuerdo sobre la eliminación de visas en pasaportes ordinarios (1961); Acuerdo de Cooperación Comercial, Tecnológica e Industrial (1980); Acuerdo sobre la Protección de Inversiones (1993) y un Acuerdo para Evitar la Doble Imposición (1994).

## Comercio
En 2017, el comercio entre Argentina y Finlandia ascendió a $389 millones de dólares. Los principales productos de exportación de Argentina a Finlandia incluyen: minerales metálicos; bebidas, vinos y vinagre; frutas, semillas y carnes. Los principales productos de exportación de Finlandia a la Argentina incluyen: máquinas, electrodomésticos y equipos eléctricos; dispositivos mecánicos; reactores nucleares e instrumentos industriales; papel y cartón; vehículos y productos químicos.

## Misiones diplomáticas residentes
- Argentina tiene una embajada en Helsinki.[8]
- Finlandia tiene una embajada en Buenos Aires.[9]

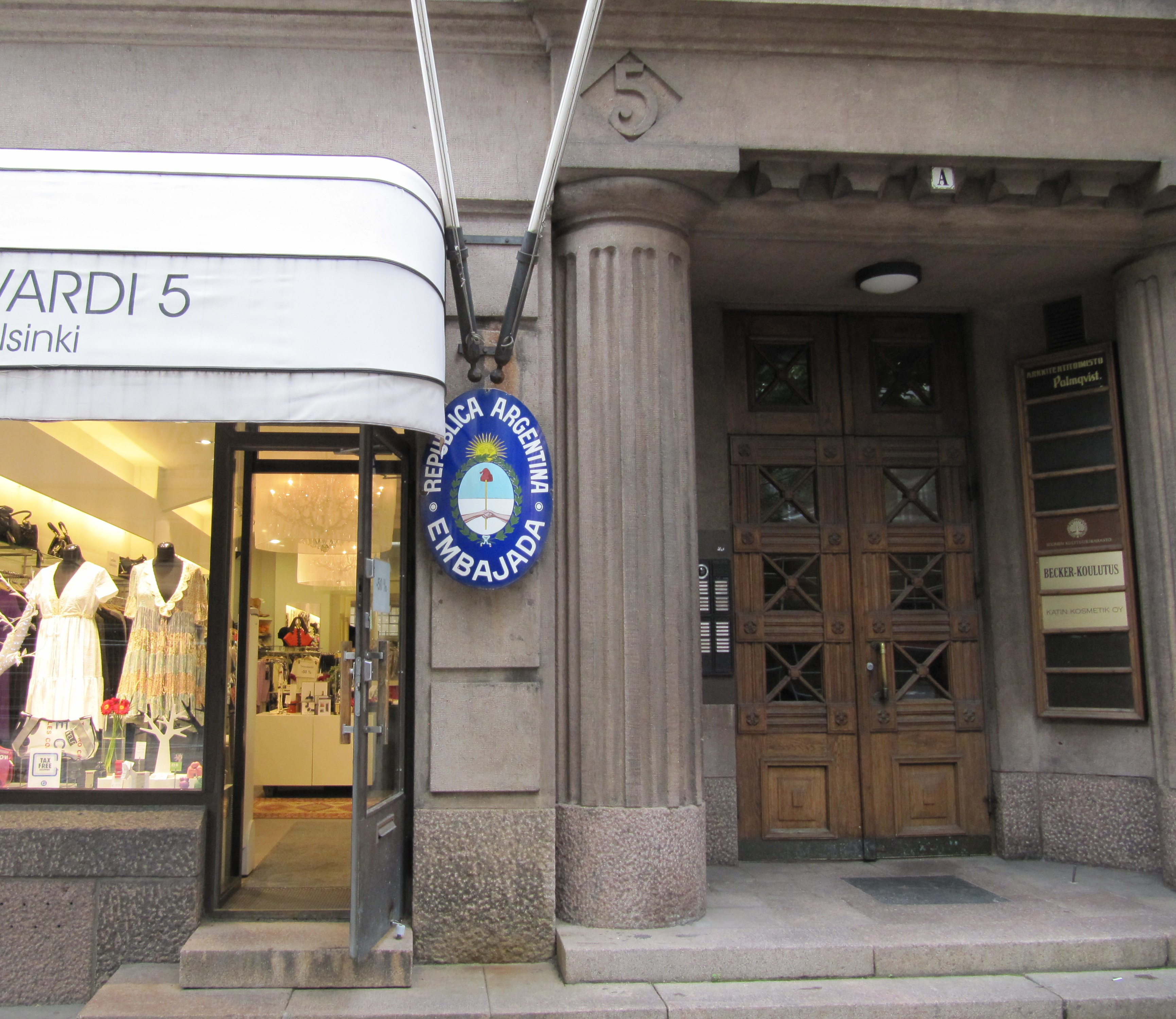
Embajada Argentina en Helsinki
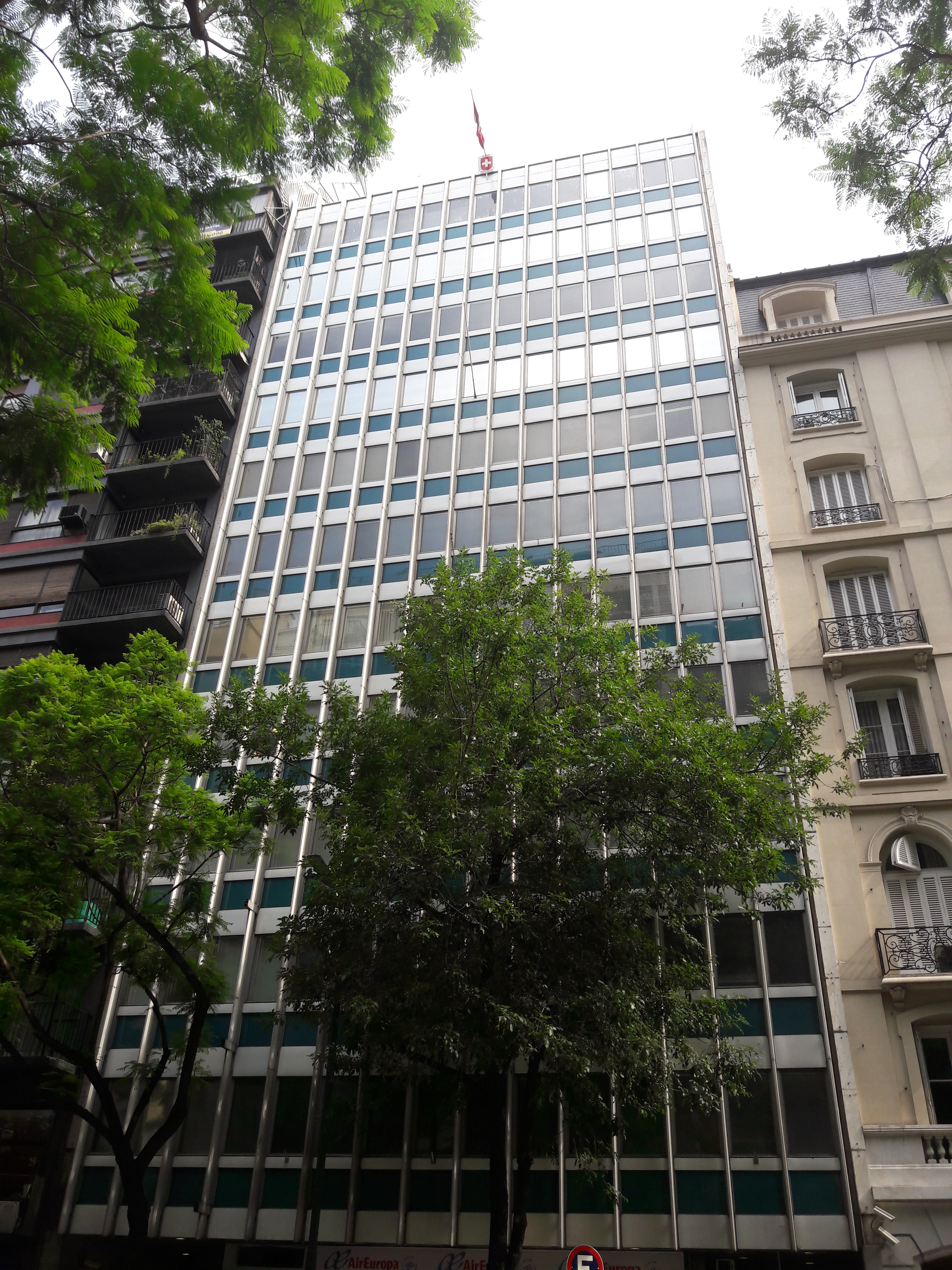
Embajada de Finlandia en Buenos Aires